# Канагава (префектура)
Канага̀ва (на японски: 神奈川県, по английската Система на Хепбърн Kanagawa-ken, Канагава-кен) е една от 47-те префектури на Япония. Канагава е с население от 8 830 000 жители (3-та по население към 1 октомври 2006 г.) и има обща площ от 2415,42 км² (43-та по население). Град Йокохама е административен център на префектура Канагава. Префектурата пострадва от Голямо земетресение в Канто през 1923 г.

## Побратимени градове
- Гоулд Коуст, Австралия